# Unión Europea de Esperanto

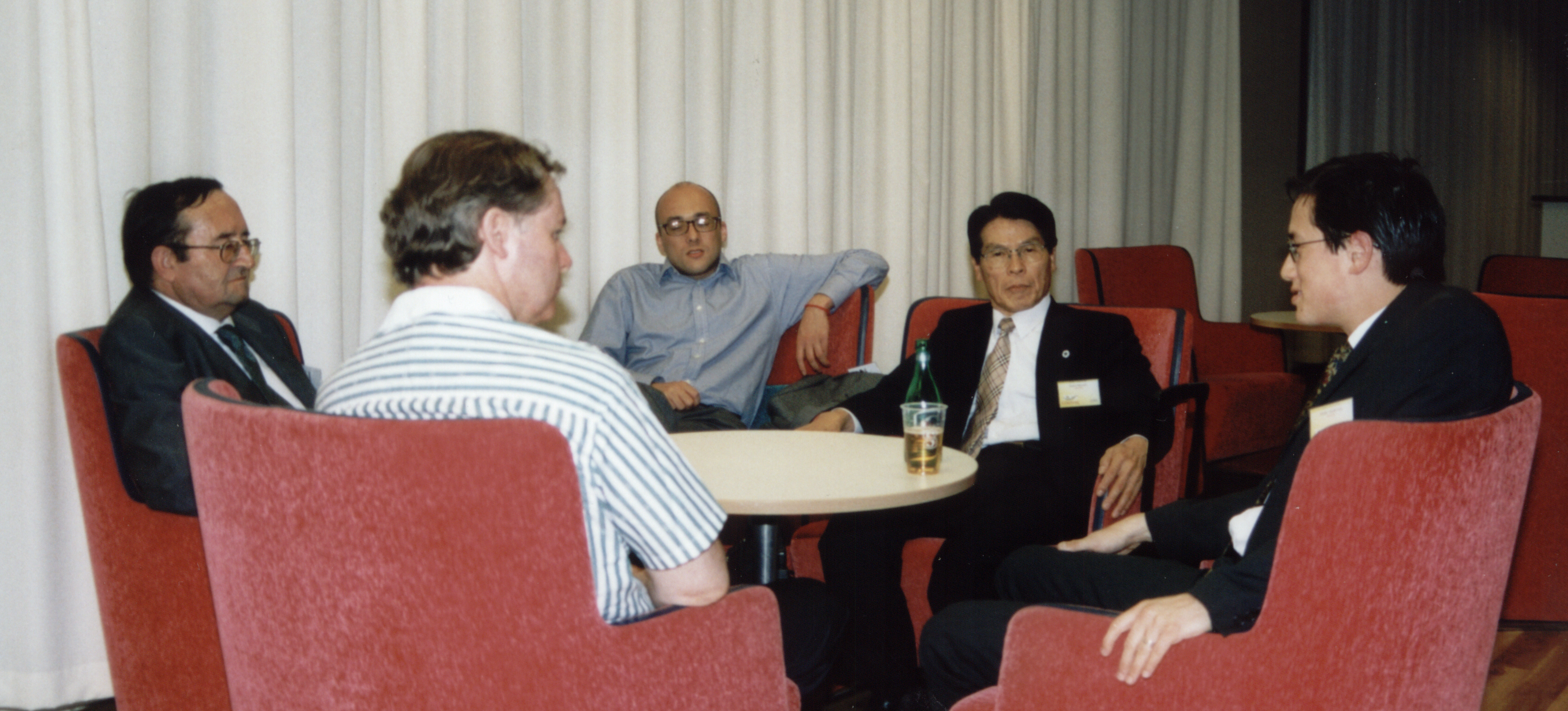
Congreso de Esperanto, Gotemburgo 2003.

La Unión Europea de Esperanto (esperanto: esperanto: Eŭropa Esperanto-Unio) agrupa a las asociaciones de esperanto nacionales de los Estados miembros de la Unión Europea (UE) y celebra congresos cada dos años. El congreso en Máribor, Eslovenia, en julio y agosto de 2007, atrajo a 256 delegados de 28 países, incluyendo dos miembros de la Eurocámara, Małgorzata Handzlik de Polonia y Ljudmila Novak de Eslovenia.
En diciembre del 2009, la Unión Europea de Esperanto publicó un anuncio en una página completa del diario francés Le Monde defendiendo el uso como lengua puente del esperanto en lugar del inglés.
Desde 2011 hasta 2017 Seán Ó Riain es el presidente de la Unión Europea de Esperanto.